# 仁濟醫院董之英紀念中學
仁濟醫院董之英紀念中學（英語：Yan Chai Hospital Tung Chi Ying Memorial Secondary School）於1988年籌辦，原訂1990年開辦，惟因建築進度問題而延至1994年創辦，是一間位於香港沙田馬鞍山的政府津貼全日制中學，採用母語教學，為仁濟醫院創辦的第三所中學。

## 簡介

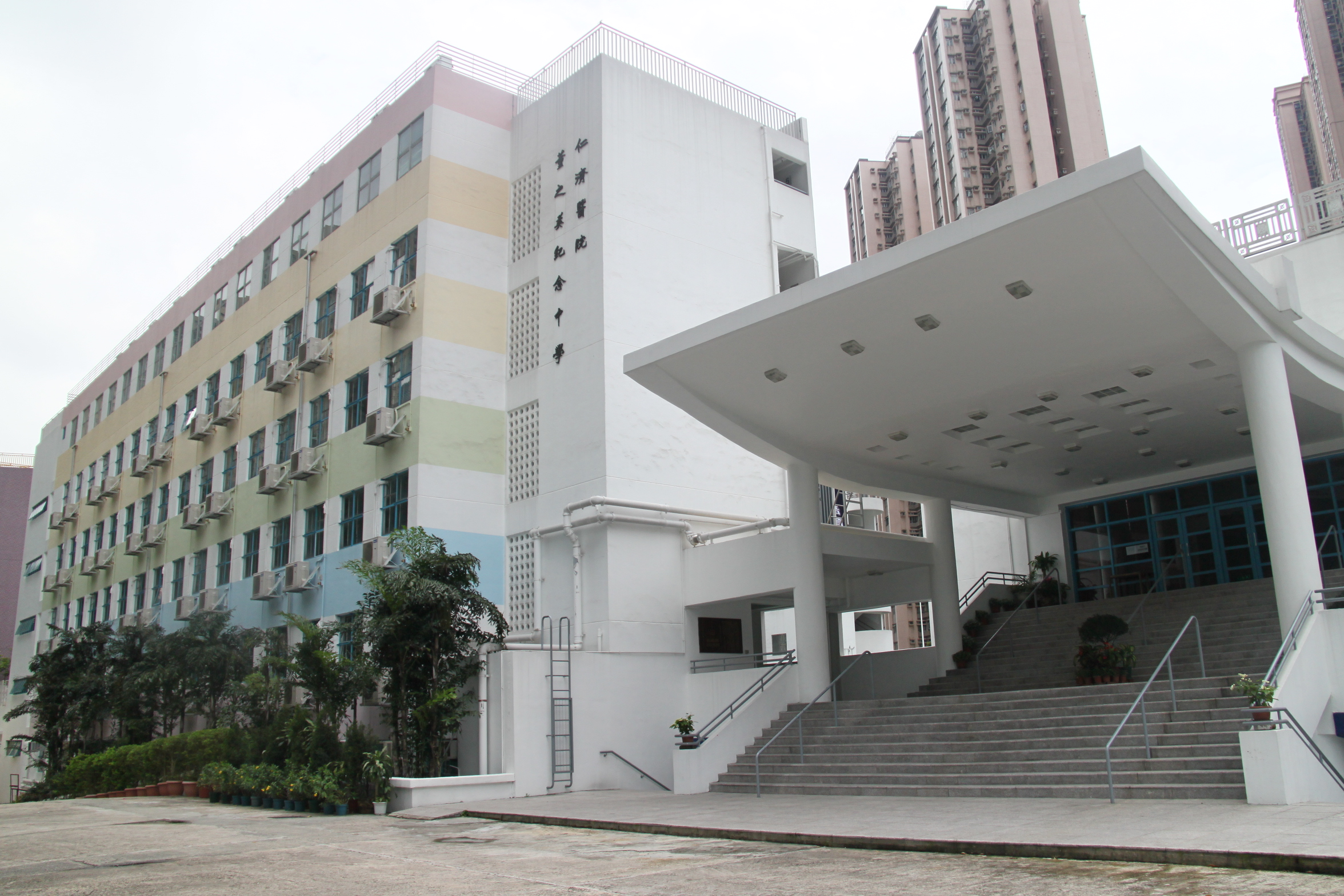
仁濟醫院董之英紀念中學（禮堂門口）

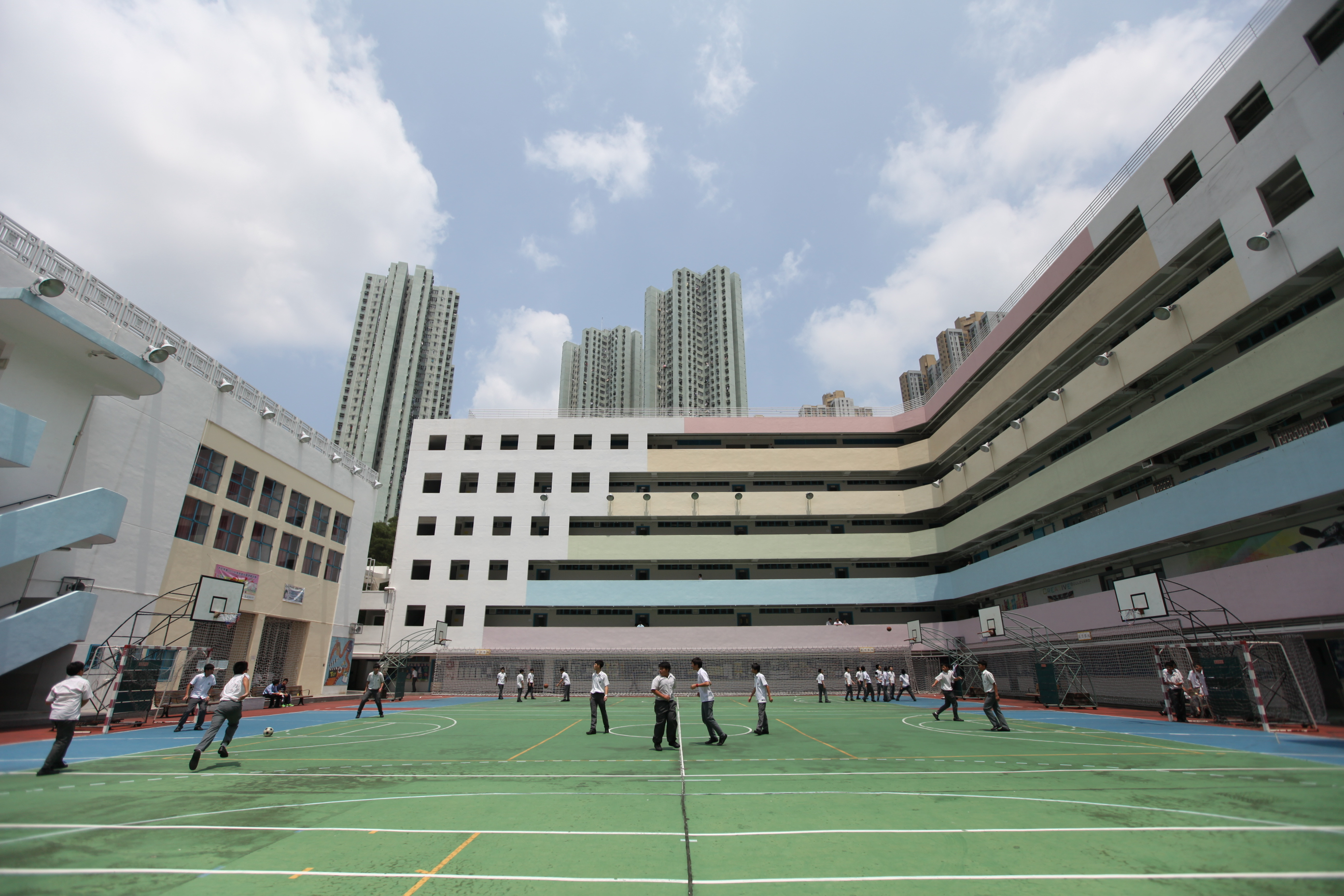
仁濟醫院董之英紀念中學（操場）

該校在香港足球學界上有知名度，自2003/04學年起連續14年獲得沙田及西貢區中學學界（第一組）甲組足球冠軍，以及六奪「全港學界精英足球比賽」冠軍。
董之英中學由2010年開始於常規課程外開辦香港教育局認可的《職業足球培育計劃》及《創藝計劃》兩個特色課程。

## 三元教育
「三元教育」（學術—創藝—體育）的理念是全面提升學生學習動機和學業水平。因材施教，開辦「創藝計劃」及「董之英足球計劃」，發掘學生潛能。「創藝計劃」：校園內設置影視製作培訓中心，並將「創藝課程」獨立成為正規課程，通過劇本創作、戲劇演繹、鏡頭運用及後期製作，提升學生的創意和表達能力，拓闊學生升學途徑。「董之英足球計劃」：與傑志基金有限公司合辦「董之英足球計劃」，使球員在學業與運動發展中取得平衡；傑志引入西班牙巴塞隆拿的足球學校訓練模式，為學生實現足球夢及拓闊其升學途徑。
2020年9月6日校傑志會長暨校董伍健先生對三元教育提出肯定的言論；認為近年董之英的收生人數和質素皆逐步提升，應屆DSE考生伍柏鴻同學更考獲6科24分的佳績。

## 董之英足球計劃
該校與香港超級足球聯賽勁旅傑志體育會合作，舉辦職業足球員培訓計劃，讓學生可在常規課程以外，接受專業的足球訓練，並協助學生在發展兩者之中取得平衡。該計劃為教育局支持的足球訓練課程，亦是唯一獲得香港足球總會認可的「足球學校」。計劃於2016年獲民政事務局納入足總的五年策略計劃，旨在為香港培養更多高質素的年青足球員。計劃迄今已成功孕育出多名職業足球員，當中不乏效力港超聯球隊及香港足球代表隊成員。現役港超足球會學員如下：
| 現役球會 | 姓名     | 離校年份 |
| -------- | -------- | -------- |
| 傑志     | 李毅凱   | 2013     |
| 傑志     | 鄭展龍   | 2016     |
| 傑志     | 播磨浩謙 | 2017     |
| 傑志     | 黃梓豪   | 2019     |
| 香港飛馬 | 曾健晃   | 2011     |
| 理文流浪 | 黎耀昌   | 2006     |
| 理文流浪 | 周家樂   | 2017     |
| 理文流浪 | 霍柏軒   | 2017     |
| 標準流浪 | 歐陽耀冲 | 2006     |
| 標準流浪 | 謝偉俊   | 2017     |
| 標準流浪 | 李耀軒   | 2018     |
| 夢想FC   | 李嘉進   | 2011     |
| 夢想FC   | 屠俊翹   | 2011     |
| 夢想FC   | 雷文迪   | 2013     |
| 夢想FC   | 陳皓駿   | 2013     |
| 夢想FC   | 朱偉鈞   | 2017     |
| 香港飛馬 | 梁興傑   | 2006     |
| 香港飛馬 | 楊賜麟   | 2008     |
| 陽光元朗 | 葉頌朗   | 2009     |
| 和富大埔 | 翟廷峯   | 2006     |
| 冠忠南區 | 謝德謙   | 2004     |
| 凱景     | 黃子俊   | 2014     |
| 凱景     | 歐文洛   | 2016     |

參與計劃的學生如表現優異便有機會代表香港出席國際賽事，是成為職業足球員的機會。2016/17學年，該計劃開始招收女子足球學員。參與計劃的學生以賽馬會傑志中心為訓練基地，訓練時可使用中心的設施，如健身室、更衣室及醫療室等，計劃亦邀前香港足球先生高尼路出任主教練。另外，參與計劃的學生可透過「升大學直通車」計劃，獲當地及海外一些大學大專有條件優先取錄。

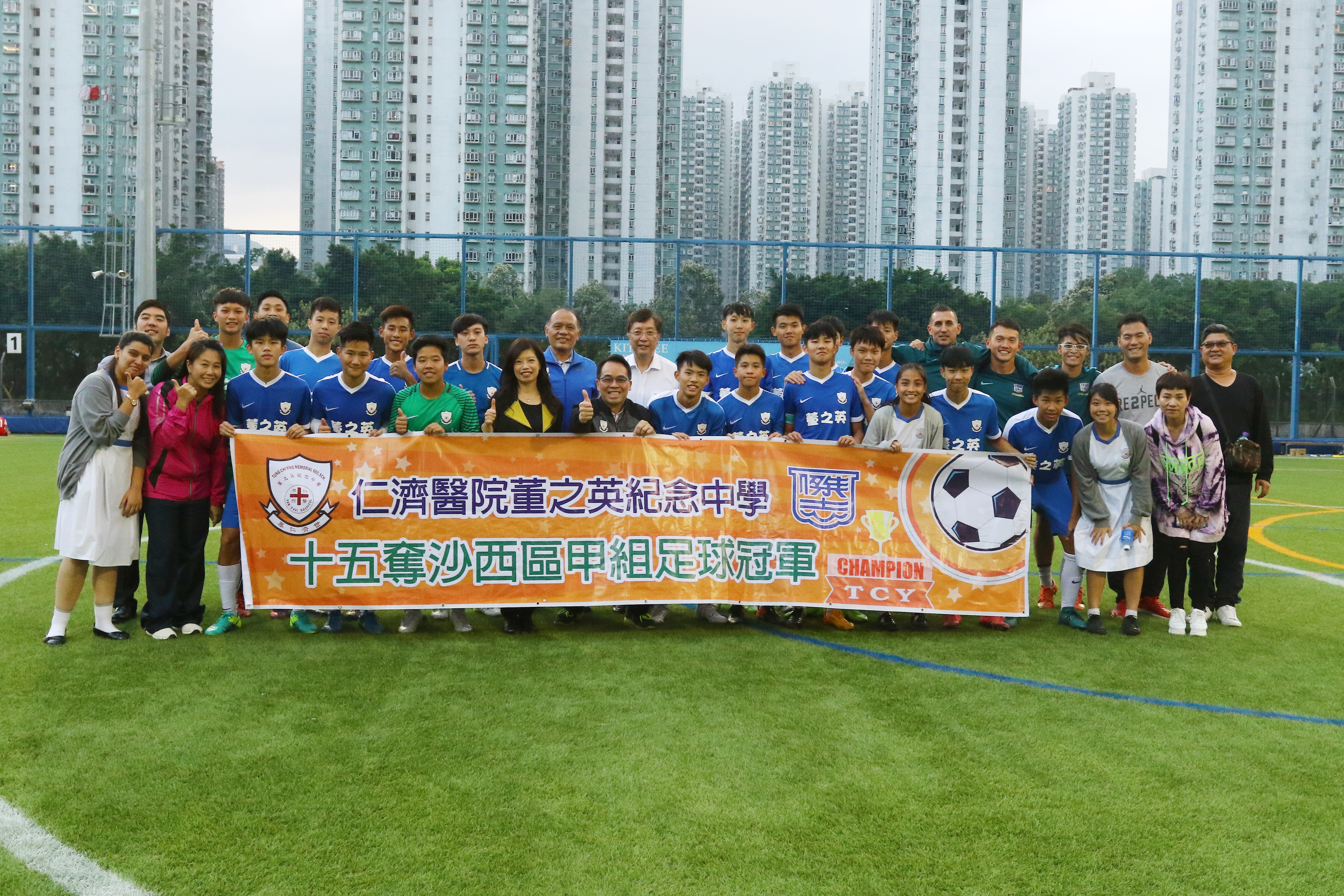
董之英足球校隊

## 創藝課程

創藝課程專業設備
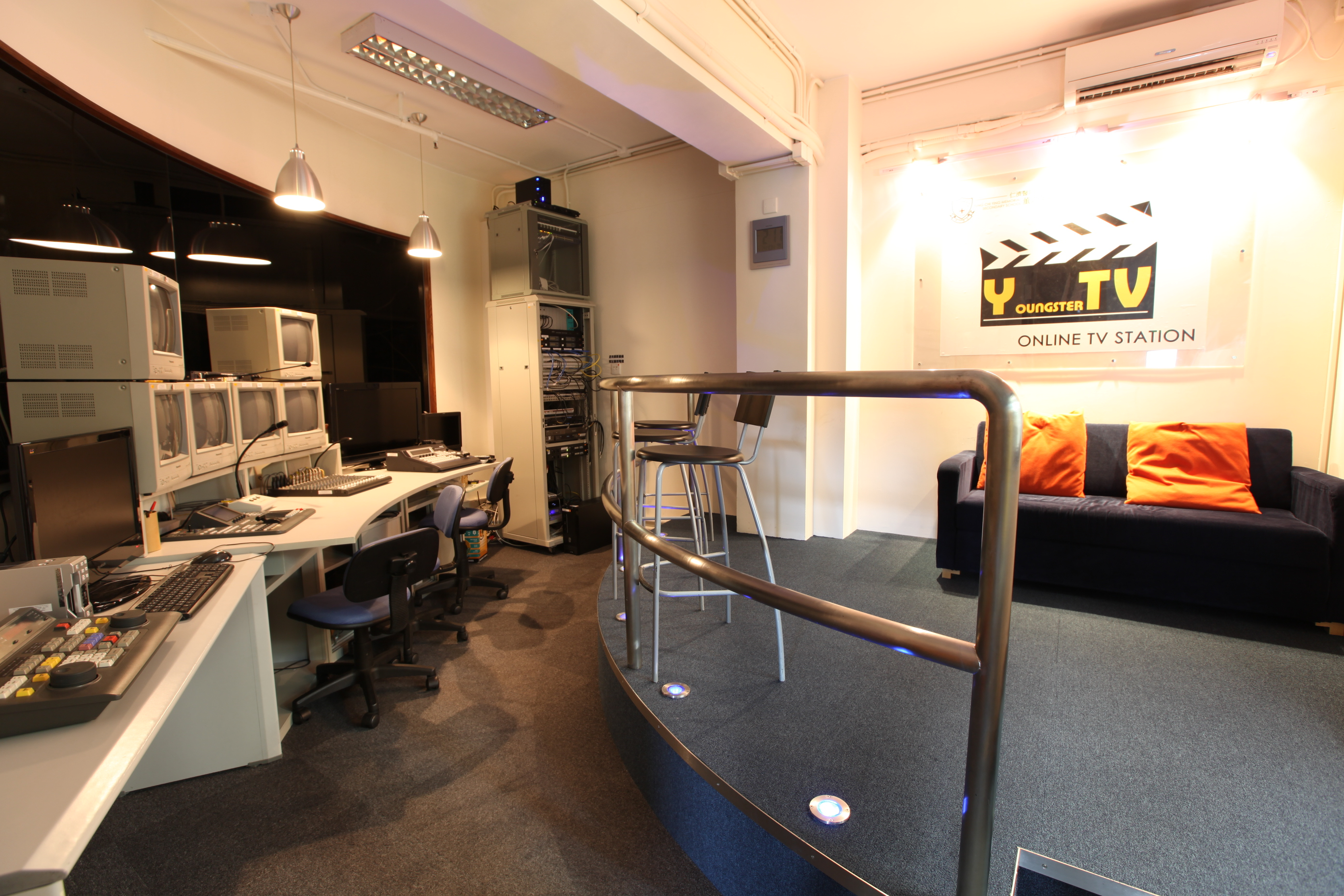
直播控制室
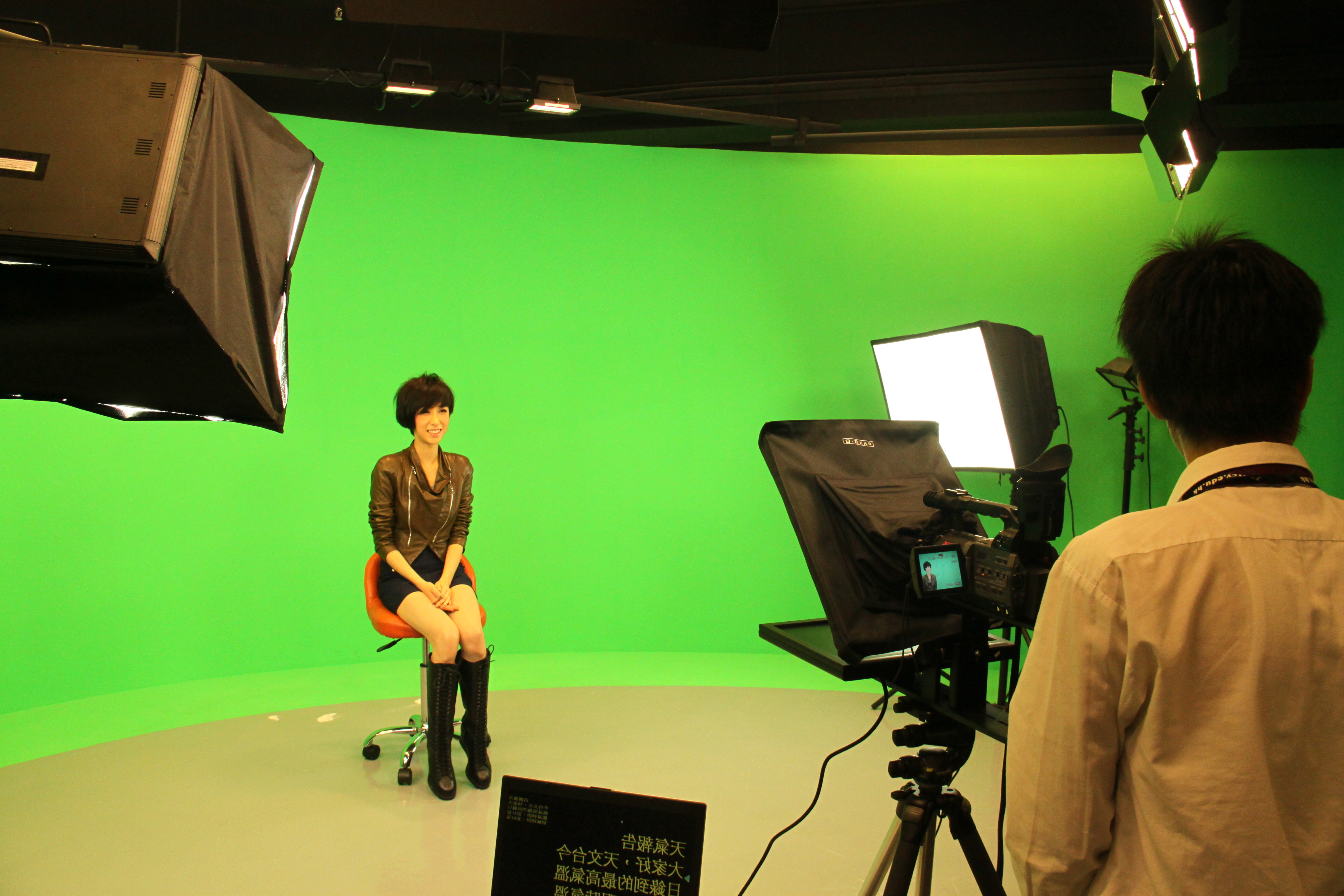
數碼影樓

學校於2010年舉辦創藝課程，課程內容包括電影導賞、劇本創作、演技訓練、影音製作、電影拍攝、人像攝影、模特兒及化妝、記者採訪技巧及流動舞台製作等。學校耗資逾二百萬港元建成「創藝大道」影藝教育培訓中心，提供專業及系統化的影音製作及管理訓練。中心主要設備包括錄影廠、室內實景片場（包括法庭、家居、茶餐廳佈景）、剪接中心、數碼影樓，具備專業器材如攝影機、鏡頭、燈光、收音器材、吊臂及車軌等。

創藝課程實景片場
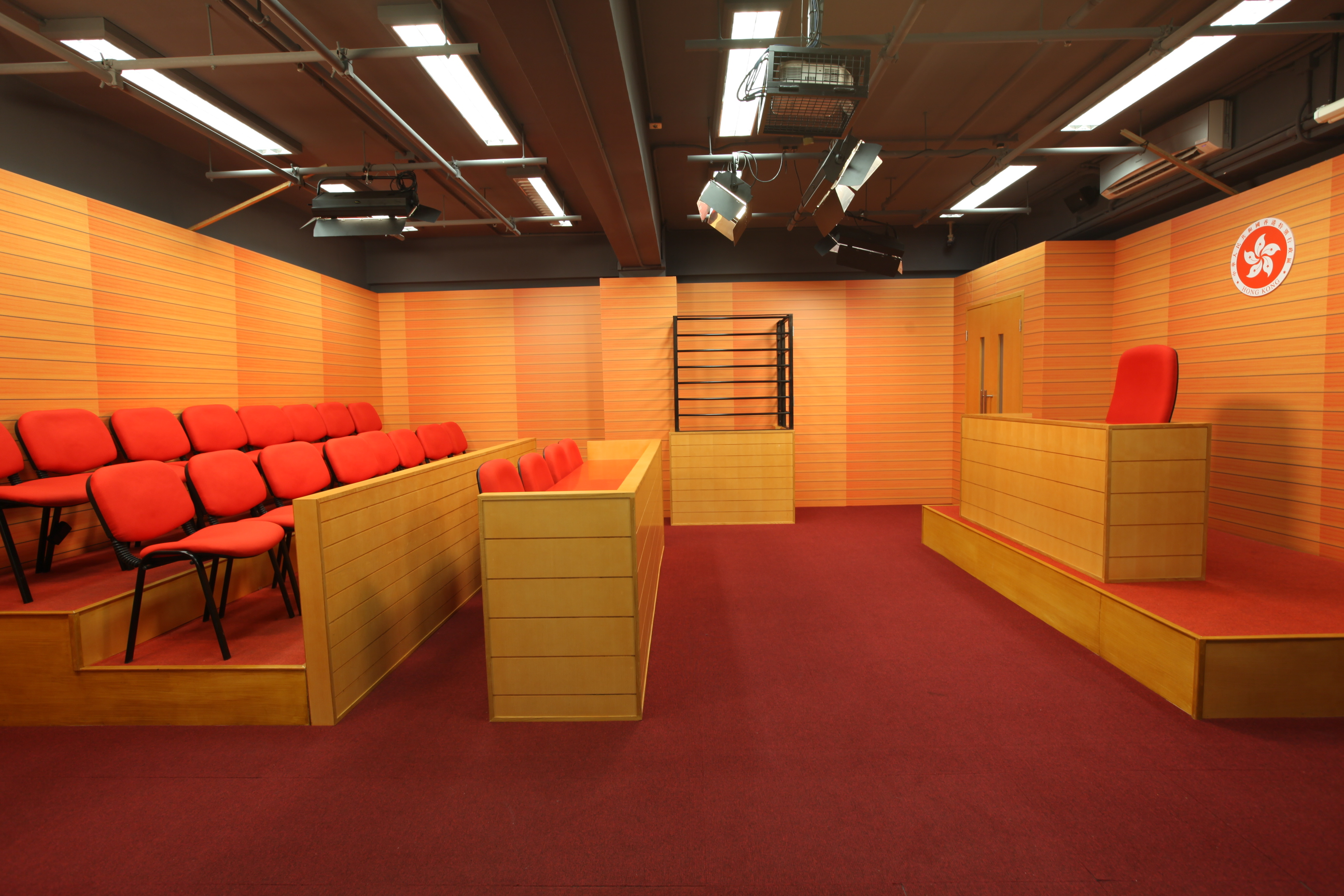
法庭佈景
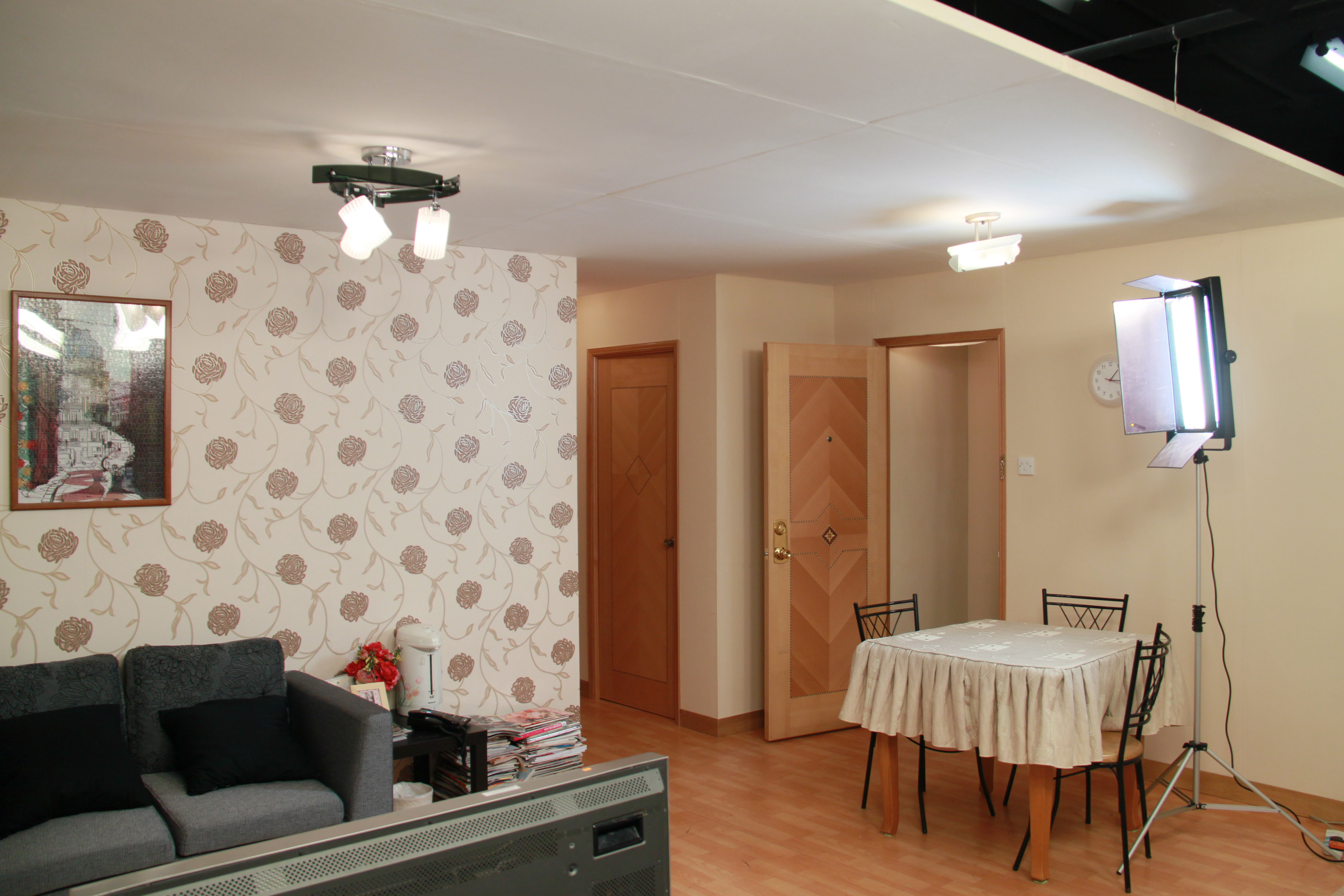
家居佈景（一）
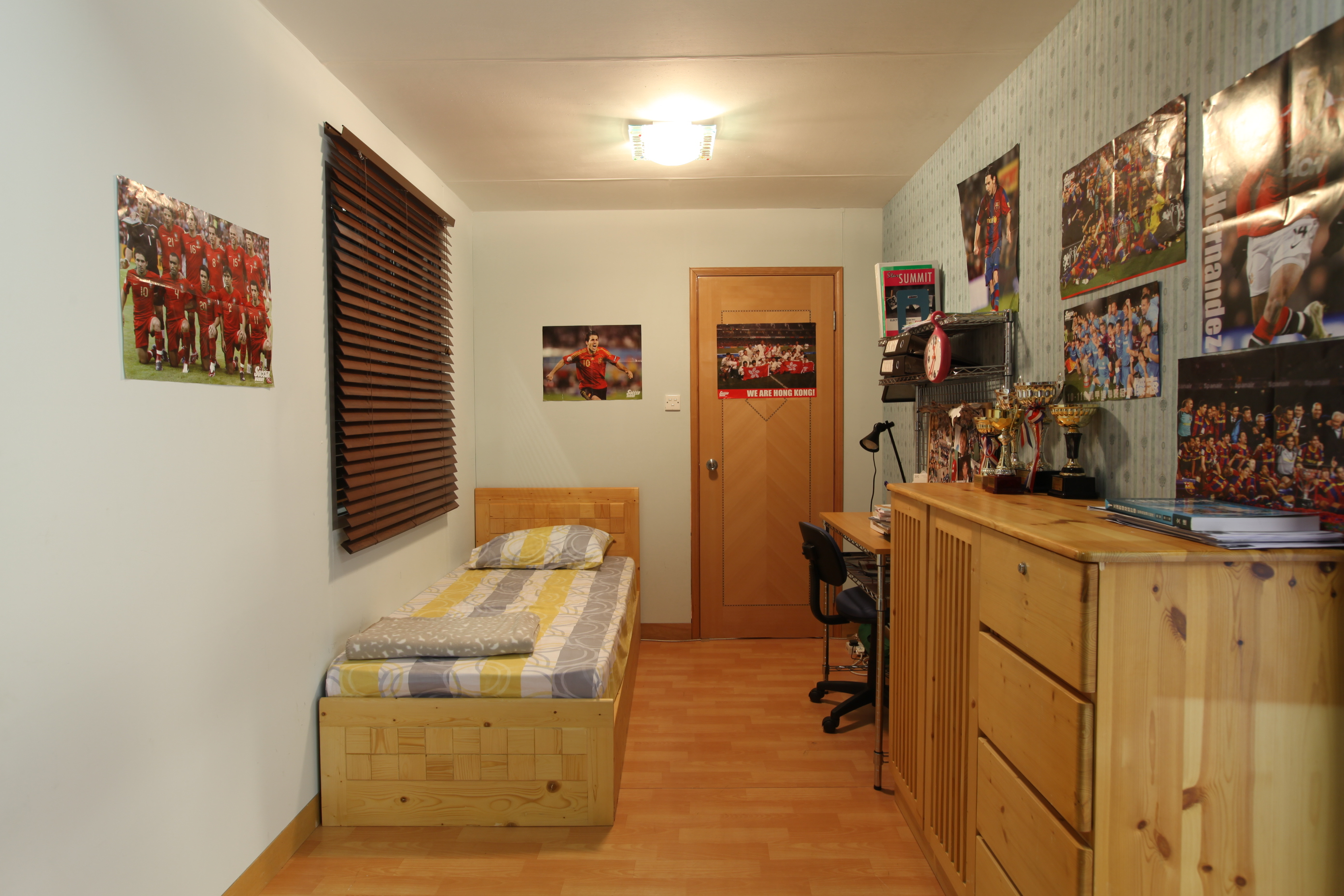
家居佈景（二）
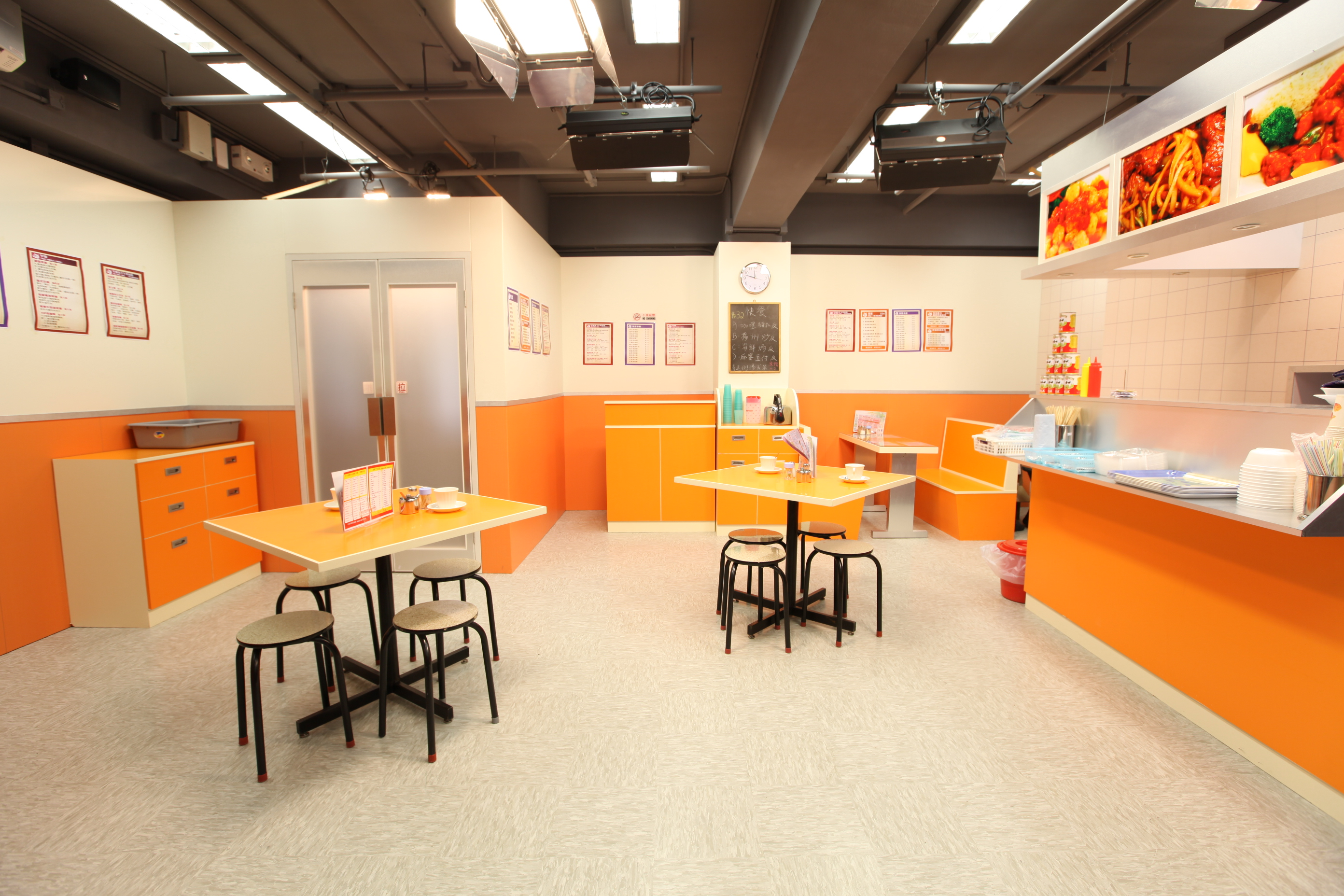
茶餐廳佈景

- 創藝課程專業設備
- 直播控制室
- 數碼影樓

### 電影《四季人生》
董之英中學師生於2011年合力製作勵志電影《四季人生》，為香港學界首齣 100 分鐘足本電影。電影由董之英學生方天保、陳皓駿、黃煜傑、黎淑華主演，並邀得姜大偉、謝雪心、李力持、洪卓立、陳百祥、梁詠琪、伍健及楊鴻量等客串演出。電影行政及技術人員均由董之英教師及學生擔任。
校方憑藉該電影於2012年獲澳門創意產業協會「第三屆兩岸四地創意產業高峰論壇」頒授「傑出教育創意大獎」。電影獲邀成為第十二屆中國國際兒童電影節的參展電影，梁詠琪亦憑此電影榮獲第四屆澳門國際電影節最佳女配角獎。而《四季人生》亦於2013年在香港 MCL 洲立院線公映一週。

### 電影《回到起步時》
董之英師生於2015年開拍第二齣學界電影《回到起步時》，時任香港商務及經濟發展局局長蘇錦樑獲邀擔任電影開鏡禮主禮嘉賓。電影於2016年完成拍攝，並在同年3月24日於MCL德福戲院舉行首映，教育局副局長楊潤雄太平紳士親臨典禮。
該電影由該校師生自編自導自演，主角由學生黃芷茵、唐浩賢、萬志榮擔任；演員張文慈、朱慧敏、謝雪心、廖啟智、李力持、吳日言、安德尊、陳學鳴、陳穎彤、劉振宇等都有參與演出。校董李力持兼任電影監製，而導演兼編劇則由教師賴偉鋒及李頌華連袂出任。

### 網上直播節目
仁濟醫院董之英紀念中學著重培育學生多元潛能，鼓勵他們培養在傳統正規課程以外的技能。網上直播節目《創藝夢飛翔》，一連十二集節目由二十二位中三至中六學生輪流擔正做主持，除了可以欣賞由學生拍攝的電影作品，更邀請多位星級嘉賓作分享。

### 「創藝大道計劃」
董之英的「創藝課程」以系統化及專業化的訓練模式，提升學生學習效能。初中方面，因應學生的興趣及需要，把戲劇表演及影片製作元素，融入語文、音樂及視覺藝術科內，進行跨學科學習，以生動有趣的課堂提升學生的學習興趣。高中方面，則通過有系統的電影製作訓練，並透過實習，實踐所學。通過課程及比賽，培育影藝精英，擴闊學生升學途徑，讓有潛質的學生投身創意產業。

### 杭州橫店演藝學習交流
仁濟醫院董之英紀念中學創藝課程學生，於2019年1月遠赴杭州橫店影視城進行演藝學習交流。20名中三至中五級的學生在3位創藝課程老師陪同下，渡過了4日3夜的活動之旅。對學生來說，這次活動的最大特色是他們首次學習拍攝古裝劇，在橫店片場的大型古城樓下拍攝外景。
在董之英中學老師團隊及內地專業攝製隊的帶領下，師生經歷拍攝、剪接及後期製作，共同完成一齣片長超過十分鐘的古裝微電影，除了提升同學對影視製作的認識、興趣和技能，也鍛鍊了創藝團隊的合作精神，提升人際溝通技巧。

## 學術獎項

### 2019年粵港澳數學賽
奧數隊的四名學生在2019年度「粵港澳大灣區數學競賽總決賽」分別獲得三等獎至優異獎的成績。四名同學先從香港區預賽中脫穎而出，並成功於總決賽取得佳績。中一的趙家俊及中三的羅綿豪分別獲得三等獎，而中一的杜煒紅及中二的蘇陳家欣則獲優異獎。

## 事件及爭議

### 校園欺凌及打鬥

#### 女學生欺凌事件
2009年10月，仁濟醫院董之英紀念中學一名姓蘇的15歲中四女生四日內兩遭五名女生欺凌，行兇者包括一名同在仁濟醫院董之英紀念中學就讀中一的師妹。中四女生除頭青面腫外，腹部及下體亦被踢傷，警方懷疑她與同校中一的師妹結怨，引師妹涉嫌找校外惡女報復。

#### 校門外發生傷人案
2016年9月14日，仁濟醫院董之英紀念中學門外發生傷人案，該校兩名16及14歲中三男學生離開學校時，遭同班另一名14歲同學帶來的中年男子用利器襲擊，身體多處受傷，3名學生早前因「爭女」問題而素有積怨。

#### 校園集體欺凌
2019年1月23日，網上流傳一段仁濟醫院董之英紀念中學學生懷疑集體欺凌的影片，片中顯示一名男學生被多名同學以椅子困於地上，不能動彈，眾人強行脫去男學生褲子並拍打其屁股。有市民向警方舉報，指馬鞍山區一中學早前有學生懷疑於校內打架，警方刑事偵緝部在1月24日於馬鞍山區拘捕8名年齡介乎17至19歲的男子，涉嫌與案有關，並將案件列作「普通襲擊」處理。董之英中學回應稱知悉事件後立刻召開危機處理小組會議，與社工、教育心理學家、訓輔導老師等合作處理，並稱經過初步調查後認為事件不涉及任何欺凌成份，僅是同學間過火的嬉戲，但重申對校園欺凌行為絕不容忍，並已訓示有關學生。
1月25日，《蘋果日報》收到自稱「董之英某級的同學」的人士提供的8秒影片，影片中可見有最少4人圍住一名趴在枱上的學生，其間有人將該學生的左腳向後拗、拳打背脊、手按太陽穴。該學生的背脊至少被擊打5次，其間他接連發出咳嗽聲，且面帶痛苦表情，而圍著他作出攻擊行為的學生不少都面帶笑容。至4月18日，校方發出聲明表示接獲警方通知，8名學生不被起訴；警方亦表示，所有人士已獲無條件釋放。

#### 女學生疑被集體非禮事件
2019年4月17日早上， 一名女學生於校內呆坐飲泣，駐校社工見狀上前查問，得悉女生疑被多名男同學摸胸非禮。警方於校內拘捕一名15歲男子。

### 校政風波

#### 影子學生
2017年8月29日，《都市日報》報道，仁濟醫院董之英紀念中學於2016/17學年涉嫌收取至少10名「影子學生」，他們缺席日數介乎90日至最多142日。

#### 獲教育局外評隊通水
2019年2月，《蘋果日報》報道仁濟醫院董之英紀念中學校長彭綺蓮在2018年10月教育局職員到校觀課前一日獲「通水」，取得完整觀課時間表，並傳到校內老師群組，提醒老師「備課」。兩個月後，教育局證實外評隊長未依程序，會「內部處理」有關員工。惟教育局以內部人事管理工作為由拒絕交代如何處分，以及校方是否涉及提供利益或其他不當行為。

#### 教師在校內仰藥自殺獲救
2019年3月，《蘋果日報》報道，前年校長彭綺蓮不滿一名老師收生時游說學生轉科，稱該校合作伙伴傑志主席伍健說要解僱他，通知他將不獲續約。該名老師情緒激動，在教員室服食整包精神科藥物企圖自殺，幸而同事及時發現，送院挽回性命。伍健確認企圖自殺事件屬實，但反指該老師犯下嚴重過失，稱他送院後毋須洗胃「有少少奇怪」。。

#### 被指擅為校長加薪及聘人美化網上言論
2019年4月，《蘋果日報》報道仁濟醫院董之英紀念中學校政混亂，包括涉嫌擅自為校長加薪，聘請網絡公司做「網絡打手」及要求教師在互聯網上發言「美化」該校，並「清除」網絡搜尋器上有關該校的負面消息。辦學團體與學校「金主」傑志以「提升領導人穩定性」為由，擅自將校長彭綺蓮由二級校長升為一級校長，即頂薪增加約2.4萬元。校方僅確認彭獲發「額外津貼」，但該筆款項不涉教育局資助。香港教育大學學者莊耀洸指出，校長收取額外薪金即「公帑出雞，商界出豉油」，容易傾向討好出「豉油」的金主，影響校長公正執行校務，倘政府不禁止是沒有好好把關。
校方其後回應指校長的額外津貼是法團校董會的集體決定，原因是該校「創藝計劃」和「職業足球員培養計劃」大幅加重校長工作量，強調校長從未提出有關要求，亦有在該次會議上避席。校董伍健亦表示，增加額外津貼予校長，是由校董會一致決定，當時校長有避席，又說：「總之連埋津貼，（彭）校長不是收取P1（一級校長）人工。」法團校董會在4月11日發表聲明對有關報道感到失望及遺憾，校長也從沒有要求教師在辦公時間作網絡打手，並指報道內「校政混亂」及「亂局」等字眼全屬失實指控，漠視校內老師和學生近年來對推動學校改革進步所作出的努力。
《蘋果日報》翌日再刊登報道，引述該校會議紀錄指該校教師組成的網頁組，曾在討論區親子王國以假身份唱好學校。會議紀錄上有報告「回應討論區中關於本校的留言」部分，並附有2條討論區親子王國的連結，又建議註冊多個賬號發放不同訊息，以及購買多張SIM卡用作註冊討論區賬戶。會議紀錄更顯示，網頁組其後更按網絡營銷公司提供的負面搜尋結果「加入本校正面的訊息」。。

#### 為避負面評論 曾有意更改校名
2019年4月，《都市日報》報道，牽涉多宗風波的仁濟醫院董之英紀念中學於2016年的一次特別校務會議上，指由於互聯網上有大量關於該校的負面信息，令到有意入讀的學生卻步，故該校合作伙伴、港超聯球隊傑志要求學校轉名，其後一個月後擱置建議。傑志主席伍健否認傑志有此要求。

#### 被指採取「易及格 難高分」阻學生轉校
《都市日報》接獲仁濟醫院董之英紀念中學於2018/19學年的某次校務會議文件，當中由兩名副校長撰寫的委員會報告提到：「由於暑假期間仍然有一部分成績優異的學生被其他學校取錄，校方需要想辦法挽留優秀學生，其中一個方法是要注意試卷的深淺程度，要做到易及格，難高分的要求。」校董伍健回覆查詢時指，文件或只是反映撰寫報告的老師個人意見，學校從來未曾就該意見進行討論、也從來沒有運用該準則，以防止優秀學生轉校。

#### 發聲明批評傳媒過度追訪
2019年4月18日，該校公告指自從學校被揭發多宗負面新聞後傳媒追訪不斷，在部分傳媒「放大鏡」下，該校師生飽受壓力，強調學校乃教育機構，老師應以學生為重，不應疲於奔命地回應傳媒。而「匿名不實指控」抹殺校長及老師多年來對學生和學校付出的心血，對此感到遺憾和痛心。

## 著名校友

### 體育界
- 鄭展龍：香港職業足球員，效力港超球會傑志，為首位在港超進球的「職業足球員培育計劃」學員。在2018年亞冠盃分組賽傑志對柏雷素爾一戰中，射入致勝一球助傑志取亞冠盃首勝，成為該賽事最佳球員及金球獎。於2017/18香港足球明星選舉中獲「最佳青年球員」[46]。
- 歐陽耀沖：香港著名足球員，綽號「神之子」，以隊長身份代表香港奪得2009年東亞運足球金牌[47]。曾效力葡甲球隊葡萄牙體育會[48]，現效力J3球會YSCC橫濱。
- 葉頌朗：前香港職業足球員，2006/07年香港學界精英賽最有價值球員，獲當時甲組球隊傑志推薦到意甲球會阿特蘭大受訓[49]，2009年東亞運足球金牌代表隊成員，並於2016年完成香港理工大學工商管理碩士學位課程。
- 李毅凱：香港職業足球員，曾獲邀到英超球隊阿士東維拉集訓[50]，現效力港超球會傑志，2015/16 年球季香港足球明星選舉當選最佳年青球員[51]。
- 杜瀚滔：香港職業足球員，2005/06及2007/08年香港學界精英賽最佳射手，2010/11球季香港足球明星選舉當選最佳年青球員[52]。
- 黎耀昌：香港職業足球員，2009年東亞運足球金牌代表隊成員，現效力港超球會理文流浪。
- 楊賜麟：香港職業足球員，2007/08年香港學界精英賽最有價值球員，2009年東亞運足球金牌代表隊成員，現效力港超球會和富大埔。
- 謝德謙：香港職業足球員，效力港超球會冠忠南區，2004/05及2005/06球季第一、二屆日之泉足球明星選舉當選最佳年青球員[53]。其於2013年完成D級足球教練課程；並於同年完成菲律賓比立勤國立大學遙距體育發展及管理學士課程。
- 李樹烊：香港足球員，效力甲組球會南華。
- 朱偉鈞：香港職業足球員，效力港超球會東方龍獅。
- 程文俊：香港足球員，效力甲組球會黃大仙。被譽為「學界神龍」，於2014年帶領理工大學奪得大專盃冠軍。現於理大修讀物業管理學。
- 李瀚灝：前香港職業足球運動員[54]
- 曾子健：香港足球員，效力乙組球會虎門。
- 曾家進：香港足球員，曾效力港超球會理文。

### 政界
- 曾素麗：民主黨前沙田區議員[55]
- 趙柱幫：前沙田區議員[55]

## 外部連結
- 仁濟醫院董之英紀念中學官方網站（页面存档备份，存于）
- 時任商務及經濟發展局局長蘇錦樑 GBS 太平紳士在電影《回到起步時》開鏡禮致辭全文（页面存档备份，存于）